# 亚铬酸铍
亚铬酸铍是一种无机化合物，化学式为BeCr2O4，或写作Be(CrO2)2。有毒。它在自然界中以Mariinskite矿的形式存在。

## 结构
亚铬酸铍具有Mg2SiO4结构，晶胞参数为a=4.555 A，b=5.663 A，c=9.792 A。

## 拓展阅读
- Ladisch, R. K., & Frazer, J. C. W. (1940). A Study of the Catalytic Properties of Beryllium Chromite. Journal of the American Chemical Society, 62(11), 3222-3227. DOI: 10.1021/ja01868a093